# Campionati del mondo di atletica leggera indoor 2014 - 60 metri piani femminili
La competizione si è svolta l'8 e il 9 marzo 2014.

## Podio
| Pos.    | Atleta                  | Nazionalità    | Tempo |
| ------- | ----------------------- | -------------- | ----- |
| Oro     | Shelly-Ann Fraser-Pryce | Giamaica       | 6"98  |
| Argento | Murielle Ahouré         | Costa d'Avorio | 7"01  |
| Bronzo  | Tianna Bartoletta       | Stati Uniti    | 7"06  |

## Situazione pre-gara

### Record
Prima di questa competizione, il record del mondo (WR) e il record dei campionati (CR) erano i seguenti.
| Record                | Prestazione | Atleta                  | Data                    | Competizione                     |
| --------------------- | ----------- | ----------------------- | ----------------------- | -------------------------------- |
| Record mondiale       | 6"92        | Irina Privalova Russia  | 11 febbraio 1993 Madrid |                                  |
| Record mondiale       | 6"92        | Irina Privalova Russia  | 9 febbraio 1995 Madrid  |                                  |
| Record dei campionati | 6"95        | Gail Devers Stati Uniti | 12 marzo 1993 Toronto   | Campionati del mondo indoor 1993 |

### Campioni in carica
Le campionesse in carica, a livello mondiale e continentale, erano:
| Campione | Atleta                           | Prestazione | Data                   | Competizione                     |
| -------- | -------------------------------- | ----------- | ---------------------- | -------------------------------- |
| Mondiale | Veronica Campbell-Brown Giamaica | 7"01        | 10 marzo 2012 Istanbul | Campionati del mondo indoor 2012 |
| Europeo  | Tezdžan Naimova Bulgaria         | 7"10        | 2 marzo 2013 Göteborg  | Campionati europei indoor 2013   |

### La stagione
Prima di questa gara, le atlete con le migliori tre prestazioni dell'anno erano:
| # | Atleta                         | Prestazione | Data                         |
| - | ------------------------------ | ----------- | ---------------------------- |
| 1 | Murielle Ahouré Costa d'Avorio | 7"03        | 1º febbraio 2014 Houston     |
| 2 | Tianna Bartoletta Stati Uniti  | 7"08        | 23 febbraio 2014 Albuquerque |
| 3 | Asha Philip Regno Unito        | 7"09        | 8 febbraio 2014 Sheffield    |

## Batterie
Le batterie si sono svolte a partire dalle 10:50 dell'8 marzo 2014.
Si sono qualificate per le semifinali le prime 3 di ogni batteria (Q) e i 6 migliori tempi (q).

### Batteria 1
| Pos. | Nome                | Nazione     | Tempo | Note |
| ---- | ------------------- | ----------- | ----- | ---- |
| 1    | Asha Philip         | Regno Unito | 7"18  | Q    |
| 2    | Dafne Schippers     | Paesi Bassi | 7"19  | Q    |
| 3    | Natalia Pohrebniak  | Ucraina     | 7"30  | Q    |
| 4    | Sheniqua Ferguson   | Bahamas     | 7"31  | q    |
| 5    | Olga Safronova      | Kazakistan  | 7"35  |      |
| 6    | Estefania Sebastian | Andorra     | 7"83  |      |
| 7    | Lovelite Detenamo   | Nauru       | 7"94  |      |

### Batteria 2
| Pos. | Nome                    | Nazione                       | Tempo | Note                          |
| ---- | ----------------------- | ----------------------------- | ----- | ----------------------------- |
| 1    | Shelly-Ann Fraser-Pryce | Giamaica                      | 7"12  | Q                             |
| 2    | Tahesia Harrigan-Scott  | Isole Vergini Britanniche     | 7"20  | Q                             |
| 3    | Yasmin Kwadwo           | Germania                      | 7"27  | Q                             |
| 4    | Yongli Wei              | Cina                          | 7"32  | q                             |
| 5    | Hanna-Maari Latvala     | Finlandia                     | 7"33  | q                             |
| 6    | Yee Pui Fong            | Hong Kong                     | 7"58  |                               |
| 7    | Rachel Abrams           | Isole Marianne Settentrionali | 8"30  | Miglior prestazione personale |

### Batteria 3
| Pos. | Nome                   | Nazione                 | Tempo | Note                                     |
| ---- | ---------------------- | ----------------------- | ----- | ---------------------------------------- |
| 1    | Verena Sailer          | Germania                | 7"13  | Q                                        |
| 2    | Michelle-Lee Ahye      | Trinidad e Tobago       | 7"14  | Q                                        |
| 3    | Carina Horn            | Sudafrica               | 7"36  | Q                                        |
| 4    | María Gátou            | Grecia                  | 7"38  |                                          |
| 5    | LaVerne Jones-Ferrette | Isole Vergini Americane | 7"39  | Miglior prestazione personale stagionale |
| 6    | Tiffany Tshilumba      | Lussemburgo             | 7"47  |                                          |
| 7    | Joanne Pricilla Loutoy | Seychelles              | 7"75  | Miglior prestazione personale            |
| 8    | Rachel Fitz            | Malta                   | 7"86  | Miglior prestazione personale            |

### Batteria 4
| Pos. | Nome                    | Nazione     | Tempo | Note |
| ---- | ----------------------- | ----------- | ----- | ---- |
| 1    | Tianna Bartoletta       | Stati Uniti | 7"13  | Q    |
| 2    | Ezinne Okparaebo        | Norvegia    | 7"19  | Q    |
| 3    | Veronica Campbell-Brown | Giamaica    | 7"22  | Q    |
| 4    | Marta Jeschke           | Polonia     | 7"33  | q    |
| 5    | Jamile Samuel           | Paesi Bassi | 7"34  | q    |
| 6    | Flings Owusu-Agyapong   | Ghana       | 7"42  |      |
| 7    | Shinelle Proctor        | Anguilla    | 7"91  |      |

### Batteria 5
| Pos. | Nome               | Nazione           | Tempo | Note |
| ---- | ------------------ | ----------------- | ----- | ---- |
| 1    | Gloria Asumnu      | Nigeria           | 7"19  | Q    |
| 2    | LaKeisha Lawson    | Stati Uniti       | 7"19  | Q    |
| 3    | Ruddy Zang Milama  | Gabon             | 7"19  | Q    |
| 4    | Ramona Papaioannou | Cipro             | 7"43  |      |
| 5    | Geronne Black      | Trinidad e Tobago | 7"45  |      |
| 6    | Patricia Taea      | Isole Cook        | 7"93  |      |
| 7    | Martina Pretelli   | San Marino        | 7"94  |      |

### Batteria 6
| Pos. | Nome               | Nazione            | Tempo | Note                          |
| ---- | ------------------ | ------------------ | ----- | ----------------------------- |
| 1    | Murielle Ahouré    | Costa d'Avorio     | 7"09  | Q                             |
| 2    | Sophie Papps       | Regno Unito        | 7"22  | Q                             |
| 3    | Franciela Krasucki | Brasile            | 7"25  | Q                             |
| 4    | Anna Kiełbasińska  | Polonia            | 7"31  | q                             |
| 5    | Audrey Alloh       | Italia             | 7"35  |                               |
| 6    | Aziza Sbaity       | Libano             | 7"82  | Miglior prestazione personale |
| 7    | Marlene Mevong Mba | Guinea Equatoriale | 8"05  |                               |

## Semifinali
Le semifinali si sono svolte a partire dalle 15:15 del 9 marzo 2014.
Si sono qualificate per le semifinali le prime 2 di ogni batteria (Q) e i 2 migliori tempi (q).

### Semifinale 1
| Pos. | Nome              | Nazione        | Tempo | Note                                     |
| ---- | ----------------- | -------------- | ----- | ---------------------------------------- |
| 1    | Murielle Ahouré   | Costa d'Avorio | 7"06  | Q                                        |
| 2    | Gloria Asumnu     | Nigeria        | 7"11  | Q                                        |
| 3    | LaKeisha Lawson   | Stati Uniti    | 7"18  |                                          |
| 4    | Ruddy Zang Milama | Gabon          | 7"19  |                                          |
| 5    | Sheniqua Ferguson | Bahamas        | 7"25  | Miglior prestazione personale stagionale |
| 6    | Sophie Papps      | Regno Unito    | 7"30  |                                          |
| 7    | Carina Horn       | Sudafrica      | 7"34  |                                          |
| 8    | Jamile Samuel     | Paesi Bassi    | 7"39  |                                          |

### Semifinale 2
| Pos. | Nome                    | Nazione     | Tempo | Note                                     |
| ---- | ----------------------- | ----------- | ----- | ---------------------------------------- |
| 1    | Verena Sailer           | Germania    | 7"12  | Q                                        |
| 2    | Tianna Bartoletta       | Stati Uniti | 7"14  | Q                                        |
| 3    | Veronica Campbell-Brown | Giamaica    | 7"17  | q                                        |
| 4    | Dafne Schippers         | Paesi Bassi | 7"18  |                                          |
| 5    | Ezinne Okparaebo        | Norvegia    | 7"19  |                                          |
| 6    | Yongli Wei              | Cina        | 7"30  | Miglior prestazione personale stagionale |
| 7    | Natalia Pohrebniak      | Ucraina     | 7"34  |                                          |
| 8    | Marta Jeschke           | Polonia     | 7"41  |                                          |

### Semifinale 3
| Pos. | Nome                    | Nazione                   | Tempo | Note                                     |
| ---- | ----------------------- | ------------------------- | ----- | ---------------------------------------- |
| 1    | Shelly-Ann Fraser-Pryce | Giamaica                  | 7"08  | Q                                        |
| 2    | Asha Philip             | Regno Unito               | 7"09  | Q                                        |
| 3    | Michelle-Lee Ahye       | Trinidad e Tobago         | 7"10  | q                                        |
| 4    | Tahesia Harrigan-Scott  | Isole Vergini Britanniche | 7"17  | Miglior prestazione personale stagionale |
| 5    | Franciela Krasucki      | Brasile                   | 7"31  |                                          |
| 6    | Anna Kiełbasińska       | Polonia                   | 7"31  | Miglior prestazione personale            |
| 7    | Yasmin Kwadwo           | Germania                  | 7"32  |                                          |
| 8    | Hanna-Maari Latvala     | Finlandia                 | 7"34  |                                          |

## Finale
La finale si è svolta alle 18:05 del 9 marzo 2014.
| Pos.    | Nome                    | Nazione           | Tempo | Note                                     |
| ------- | ----------------------- | ----------------- | ----- | ---------------------------------------- |
| Oro     | Shelly-Ann Fraser-Pryce | Giamaica          | 6"98  | Miglior prestazione mondiale stagionale  |
| Argento | Murielle Ahouré         | Costa d'Avorio    | 7"01  | Miglior prestazione personale stagionale |
| Bronzo  | Tianna Bartoletta       | Stati Uniti       | 7"06  | Miglior prestazione personale stagionale |
| 4       | Asha Philip             | Regno Unito       | 7"11  |                                          |
| 5       | Veronica Campbell-Brown | Giamaica          | 7"13  | Miglior prestazione personale stagionale |
| 6       | Michelle-Lee Ahye       | Trinidad e Tobago | 7"16  |                                          |
| 7       | Gloria Asumnu           | Nigeria           | 7"18  |                                          |
| 8       | Verena Sailer           | Germania          | 7"18  |                                          |